# 1327

## Esdeveniments
- 3 de maig, Barcelona: Es consagra l'església de Santa Maria de Pedralbes i la reina Elisenda de Montcada inaugura el Reial Monestir, sota l'orde de les clarisses.[1]
- Lluís IV de Baviera, emperador del Sacre Imperi Romanogermànic, declara el poder civil per sobre de l'eclesiàstic.

## Naixements
- 2 d'octubre - Perusa (Italia): Baldo degli Ubaldi, jurista.

## Necrològiques
- Jaume el Just, II d'Aragó, de València i de Barcelona, I de Sicília i III de Mallorca (València 1267 - Barcelona 1327)